# Plestiodon lynxe
Espèce
Synonymes
- Euprepes lynxe Wiegmann, 1834
- Eumeces lynxe (Wiegmann, 1834)
- Plestiodon bellii Gray, 1845
- Eumeces furcirostris Cope, 1885
- Eumeces lynxe durangoensis Tanner, 1958

Statut de conservation UICN

 LC  : Préoccupation mineure
Plestiodon lynxe est une espèce de sauriens de la famille des Scincidae.

## Répartition

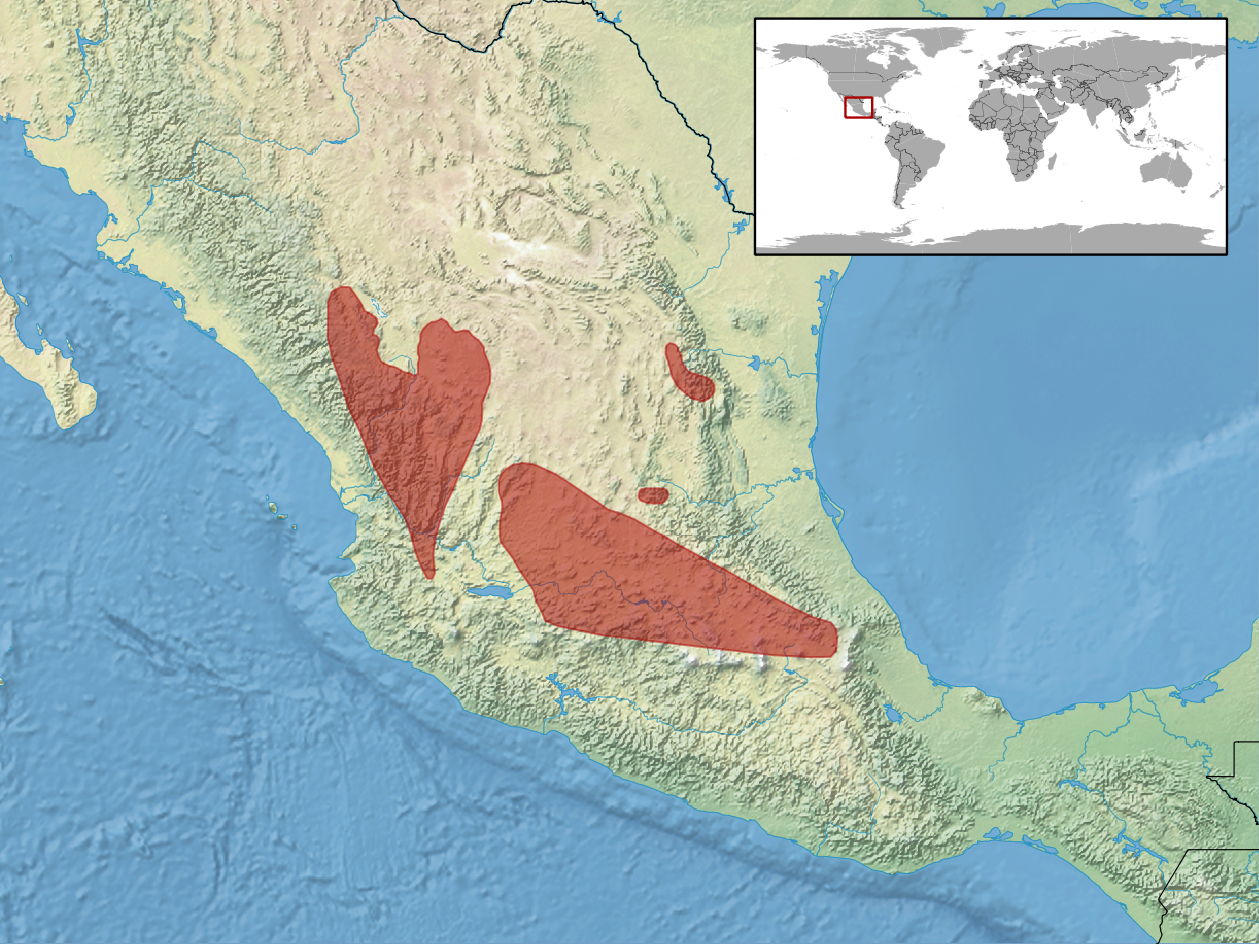
Répartition de l'espèce.

Cette espèce est endémique du Mexique. Elle se rencontre dans les États d'Hidalgo, du Veracruz, de San Luis Potosí, de Puebla, d'Aguascalientes, du Querétaro, de Durango et du Zacatecas.

## Liste des sous-espèces
Selon The Reptile Database (27 novembre 2012) :
- Plestiodon lynxe bellii Gray, 1845
- Plestiodon lynxe furcirostris (Cope, 1885)
- Plestiodon lynxe lynxe (Wiegmann, 1834)

## Publications originales
- Cope, 1885 "1884" : Twelfth contribution to the herpetology of tropical America. Proceedings of the American Philosophy Society, vol. 22, p. 167-194 (texte intégral).
- Gray, 1845 : Catalogue of the specimens of lizards in the collection of the British Museum, p. 1-289 (texte intégral).
- Wiegmann, 1834 : Herpetologia mexicana, seu Descriptio amphibiorum Novae Hispaniae quae itineribus comitis De Sack, Ferdinandi Deppe et Chr. Guil. Schiede in Museum zoologicum Berolinense pervenerunt. Pars prima saurorum species amplectens, adjecto systematis saurorum prodromo, additisque multis in hunc amphibiorum ordinem observationibus. Lüderitz, Berlin, p. 1-54 (texte intégral).